# Michael Page
Michael Page (n. 23 septembrie 1938, New York City, New York, SUA) este un sportiv ce a reprezentat Statele Unite ale Americii, medaliat olimpic. A participat la 3 ediții ale Jocurilor Olimpice (1960, 1964, 1968) în care a câștigat o medalie de argint.